# Čertova stěna-Luč
Čertova stěna-Luč je národní přírodní rezervace o rozloze 140 ha nacházející se podél úseku řeky Vltavy mezi Loučovicemi a Vyšším Brodem. Vznikla v roce 1992 sloučením státních přírodních rezervací Čertova stěna (založena 1956 na pravém břehu řeky, rozloha 10 ha) a Luč (založena 1934 na levém břehu řeky, rozloha 95 ha). Rezervace byla roku 2005 rozšířena v oblasti pravého břehu a byl do ní také zařazen tok Vltavy mezi vlastním kamenným mořem a Loučovicemi.

## Geologie a geomorfologie

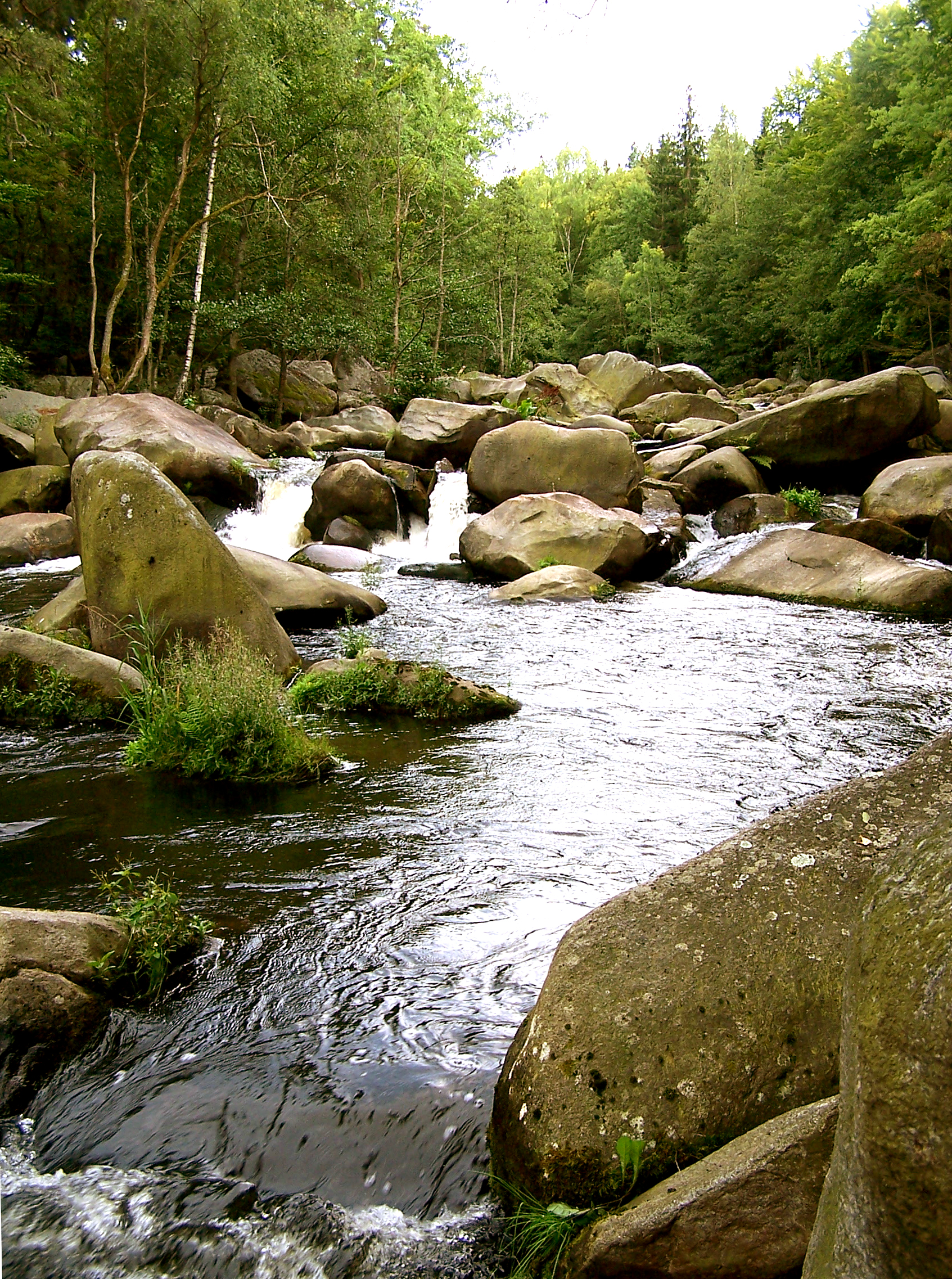
Čertova stěna-Luč, úsek Vltavy pod kamenným mořem mezi Lipnem I a II

Chráněné území zabírá kaňonovité údolí Vltavy včetně nezpevněných suťovitých stěn periglaciálního původu a říčního koryta nazývaného v tomto úseku Čertovy proudy. Řečiště je charakteristické nakupením obrovského množství balvanů. Většinu skalního podkladu tvoří žula, konkrétně dvojslídný granit eisgarnského typu až adamellit.
Ve vrcholových partiích Luče a Čertovy stěny se nacházejí mohutné skalní útvary (mrazové sruby, skalní hradby a izolované skály – tory). Nejznámější je vrcholová skalní hradba Čertovy stěny s mohutným balvanem zvaným Ďáblova kazatelna, o kus dále se nachází vrch Strašidelník pokrytý dosud stojícími mrtvými kmeny stromů, které padly za oběť požáru v roce 1988. Oba tyto impozantní útvary se tyčí nad řekou a poskytují turistům neuvěřitelně působivý pohled dolů i na skalní útvary Luče na protější stěně údolí. Velká část obou svahů je tvořena kamenným mořem.

## Vegetace a fauna
V kamenném moři jsou balvany nepokryté zeminou a obrostlé pouze reliktními mechy a lišejníky. V okrajových částech roste reliktní suťový bor tvořený borovicí lesní a břízou bradavičnatou, jehož podrost osazují hlavně nenáročné acidofilní druhy jako vřes, borůvka a brusinka s výraznou spoluúčastí mechového patra.
Poblíž řeky se nachází stanoviště s výskytem kriticky ohrožených rostlin – cídivky zimní a růže převislé. Dále se zde vyskytují ohrožené druhy vřesovec pleťový, vlochyně obecná, dub zimní (jeden z nejvýše položených přirozených výskytů v ČR), terčovka prstencová (vzácný lišejník, který byl v ČR nalezen jen zde), užovka hladká, ještěrka živorodá a další.

## Přístup
Vrchol Čertovy stěny je přístupný od parkoviště u silnice spojující Vyšší Brod a Loučovice (vstup dále do kamenného moře je zakázán), rezervací dále prochází dvě turistické značky, cyklostezka a železniční trať Rybník – Lipno nad Vltavou (poblíž rezervace je zastávka Čertova stěna). Při vybudování cyklostezky v roce 1999 se řešil spor, jak zabránit vjezdu cyklistů do vnitřních, cennějších částí rezervace, přičemž nakonec bylo rozhodnuto vystavět v místě odbočení cyklostezky masivní dřevěný plot zapuštěný do země betonovými sloupky, což vyvolává v návštěvnících i místních obyvatelích smíšené reakce (plot byl vystavěn napříč pralesovitou částí rezervace, kde jsou vyloučené zásahy člověka).
Ze skalky poblíž vrcholu Luče (933 m, přístupný po modré značce z Loučovic) je nádherný výhled na celé přilehlé vltavské údolí, Čertovu stěnu a také na část Lipna.

## Místní legendy
Podle legend byl vrch Strašidelník pohanským posvátným místem, kde Slované uctívali Svatoroha. Další legenda se váže ke vzniku tzv. Čertových proudů, které údajně vznikly tak, že čert chtěl zničit nově zbudovaný Vyšebrodský klášter: hodlal na místě zhotovit hráz a pak klášter spláchnout. Nestihl to však provést během jedné noci a se svítáním jeho čas vypršel, zbylo po něm však jeho nedokončené dílo. V korytě řeky se pak nachází jeden obzvláště velký balvan s dolíkem, který má být otiskem ďáblova palce.
Tato pověst inspirovala v roce 1882 Bedřicha Smetanu ke složení opery Čertova stěna.

## Čertovy proudy
Jako Čertovy proudy (též Čertovy schody či Čertovy kameny) bylo původně nazýváno řečiště Vltavy od Lipna až po Vyšší Brod. Úsek zahrnutý do rezervace (asi 800 metrů) představuje nejnebezpečnější část Čertových proudů plný obrovského množství až několikatunových balvanů, v nichž voda za staletí svého působení vymlela spoustu roztodivných tvarů, mimo jiné například i tzv. hrnce o průměru větším než metr.
Schwarzenbergové (zejména kníže Josef Adam Schwarzenberg) vynaložili v 18. století obrovské úsilí a na tehdejší dobu neobvykle vysoké finanční prostředky na splavnění Čertových proudů pro dřevařské vory, avšak nakonec byli nuceni projekt vzdát.
Čertovy proudy jsou brány za normálních okolností jako naprosto nesjízdné, avšak od doby postavení Lipenské přehrady se zde jezdí různé závody ve vodním slalomu nebo jen sjíždění řeky, vyžaduje to ovšem zvýšený průtok zařízený Lipenskou přehradou (většinou 20–30 m³/s, obvyklý průtok jsou přitom 2 m³/s). Využívána je celá trasa Vltavy od lipenské hráze až po Vyšší Brod (a případně i dále po Vltavě). Úsek Čertových proudů v oblasti Čertova Stěna-Luč je považován za jednu z nejtěžších přirozených slalomářských či vodáckých tratí na světě. Uskutečnilo se zde i mistrovství světa v raftingu v roce 2004, které se stalo předmětem sváru mezi ochranáři a příznivci vodních sportů.
U řeky je možno nalézt pomníček věnovaný vodákovi, který zde v roce 1984 zahynul. Poblíž, na levém břehu Vltavy, leží budova železniční zastávky Čertova stěna v obci Dolní Jílovice.